# Pamir (fartyg)
Pamir var en fyrmastad stålbark, sjösatt i Hamburg 1905 för rederiet F. Laeisz ("Flying P-line") att användas på den Chilenska nitrattraden. Hon var det sista kommersiella seglande lastfartyg som rundade Kap Horn (1949) och hon gick under i en cyklon vid Azorerna 1957.

## Historia
Pamir byggdes för rederiet F. Laeisz i Hamburg, (rederiet kallas i sjöfartskretsar allmänt för "The flying P line" då alla deras fartyg hade begynnelsebokstaven "P"), som det femte i en serie på tio liknande fartyg. Liksom de flesta fyrmastbarkarna vid denna tid (och många ångfartyg) var Pamir av så kallad three island-typ, med back, midskeppsdäck och poop, vilka på avstånd syntes som tre öar över horisonten.
Mellan 1905 och 1914 gjorde Pamir åtta resor på den chilenska nitrattraden, och seglade då mellan Hamburg och Valparaíso eller Iquique på 64–70 dygn. Under första världskriget låg hon i hamn på Kanarieöarna. Efter att hon återvänt till Hamburg 1920 gavs hon som krigsskadestånd till Italien samma år. Då man inte kunde hitta en lämplig besättning lades hon upp och köptes 1924 tillbaka av F. Laeisz, som åter använde henne på nitrattraden.
Den kände åländske redaren Gustaf Erikson köpte Pamir 1931, och använde henne på den australienska vetetraden.
1941 togs Pamir som krigsbyte då hon låg i hamn i Wellington. Under kriget seglade hon sedan under nyzeeländsk flagg och gjorde fem resor till San Francisco, tre till Vancouver och en till Sydney. En gång 1943 siktades en japansk ubåt, men Pamir gjorde god fart och ubåten lämnade henne ifred (en fyrmastbark kan under gynnsamma förhållande göra 18–19 knop vilket då var alltför mycket för en ubåt). Efter kriget gjorde hon en resa via Kap Horn till London och från Antwerpen till Auckland och Wellington.
Pamir återgick i Eriksons ägo 1948, men Gustaf Erikson hade dött året innan. Resan hem till Europa via Kap Horn, som rundades 11 juli 1949, avslutade epoken med segelfartyg på denna trad. Ett annat av Eriksons barkskepp, Passat, hade lämnat Australien några dagar efter Pamir och seglat förbi henne något före Kap Horn. Passat, som numera ligger förtöjt i Travemünde, kallas ofta för Pamirs systerfartyg trots att de inte var helt identiska.
Pamir och Passat köptes 1950 av ett tyskt konsortium med avsikt att kombinera fraktfart och skolning, vilket tidigare varit ett vanligt koncept, men frakterna var inte längre lönande. Inkomsterna räckte inte till för underhållet och skeppen förföll.
Med en last av korn på väg från Buenos Aires till Hamburg gick "Pamir" under i den tropiska cyklonen Carrie den 21 september 1957 utanför Azorerna. Av 86 man ombord överlevde endast sex, ingen av befälet. På grund av en strejk hade militär kallats in och fartyget lastats av ovana arbetare varför lasten av säckar inte stuvats och säkrats på vederbörligt sätt. Detta fick, troligtvis, till följd att lasten försköts och därmed orsakade haveriet vilket också bekräftas delvis av det sista meddelandet: "vi har svår slagsida och tar in vatten". Haveriet fick till följd att det andra fartyget "Passat" togs ur trafik och lades upp och epoken med seglande lastförande skolfartyg var därmed avslutad.

## Bildgalleri

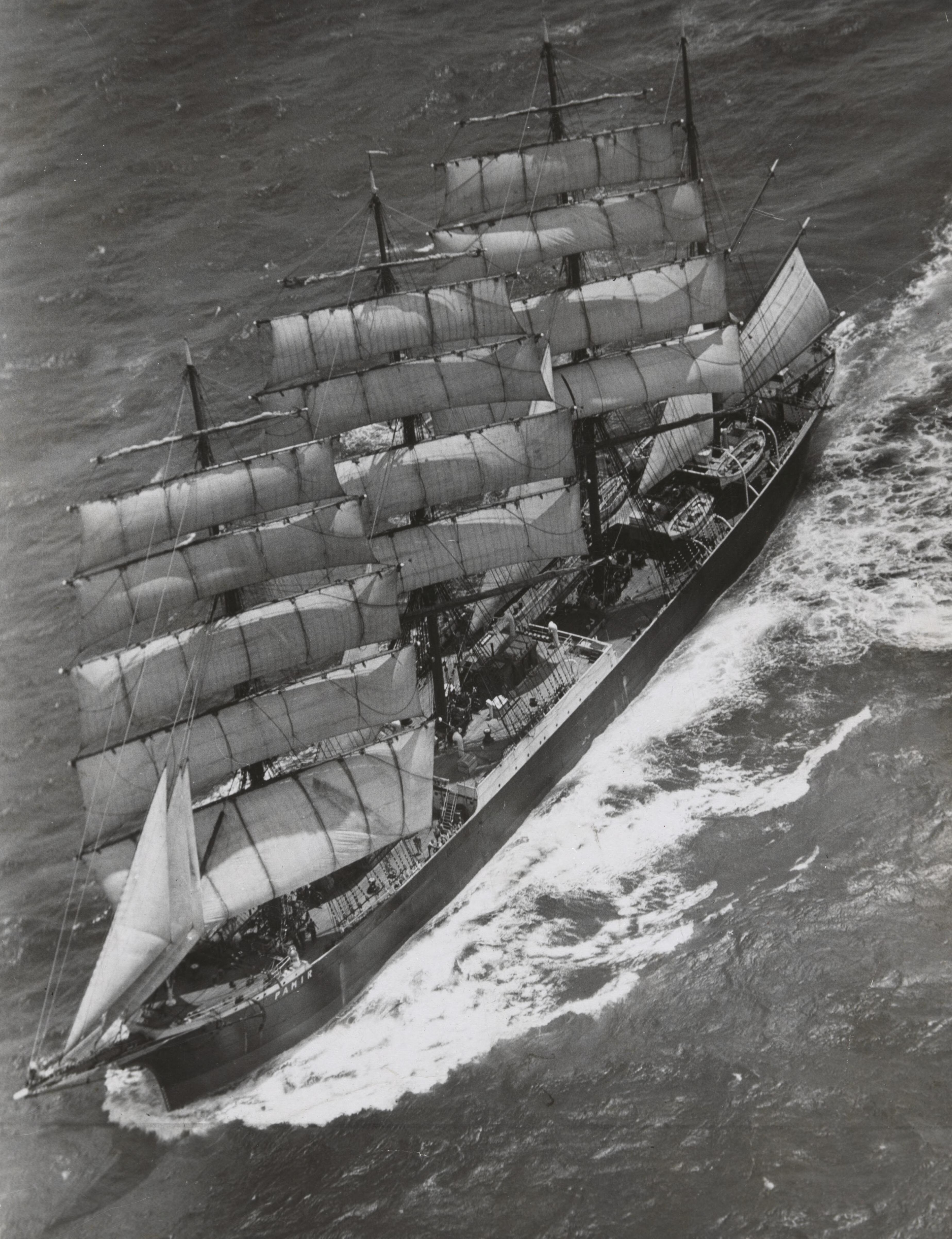
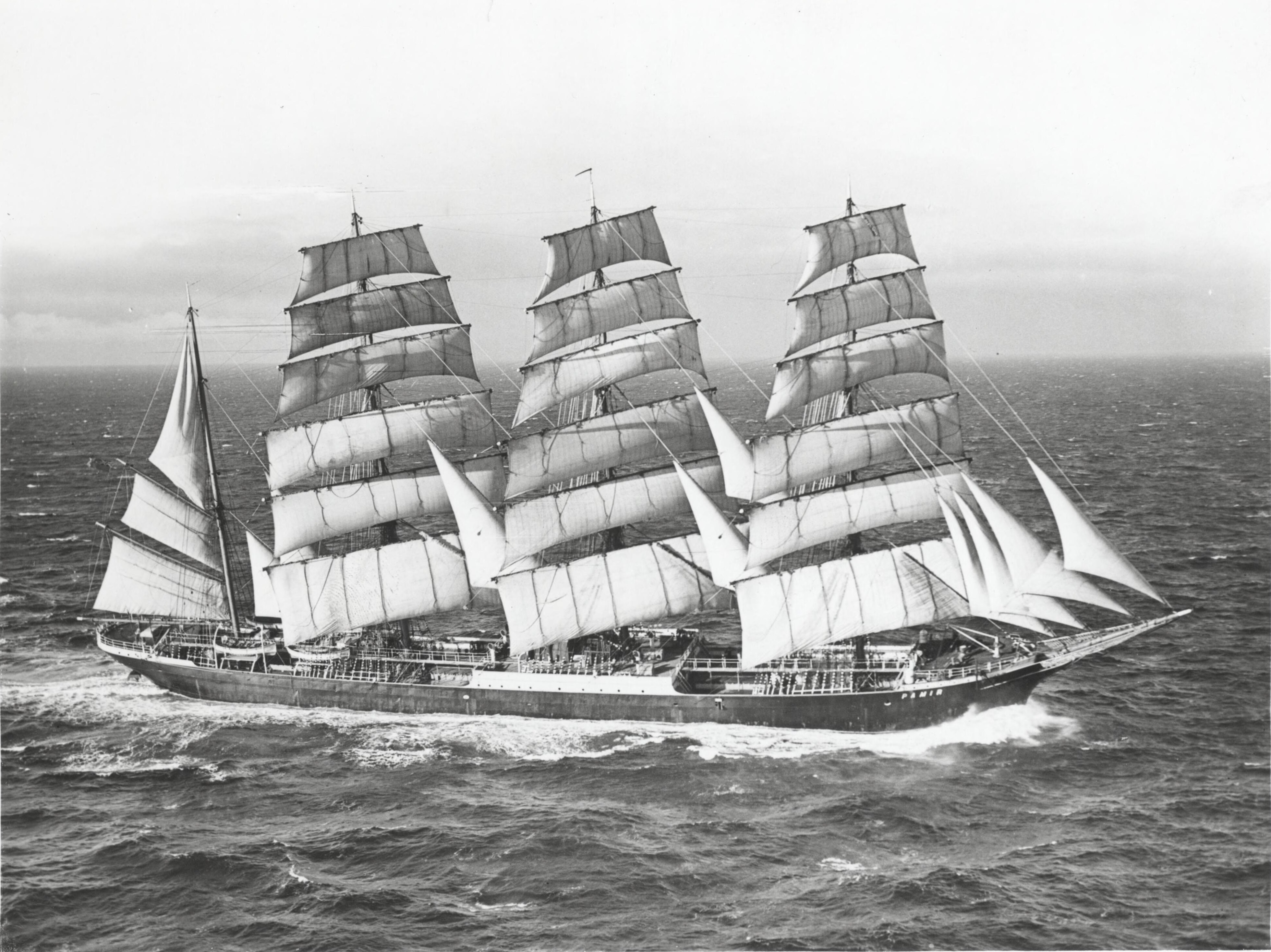
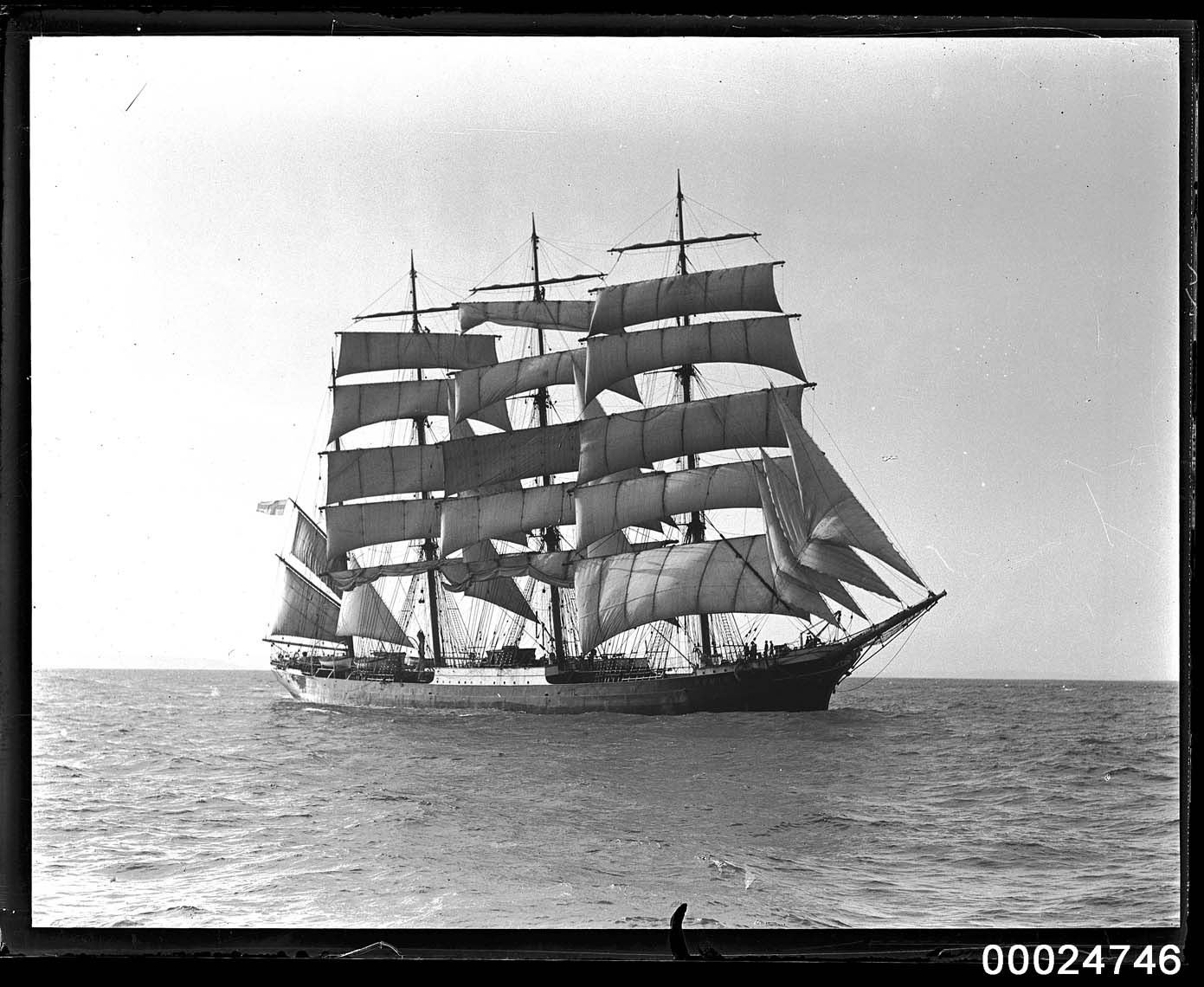
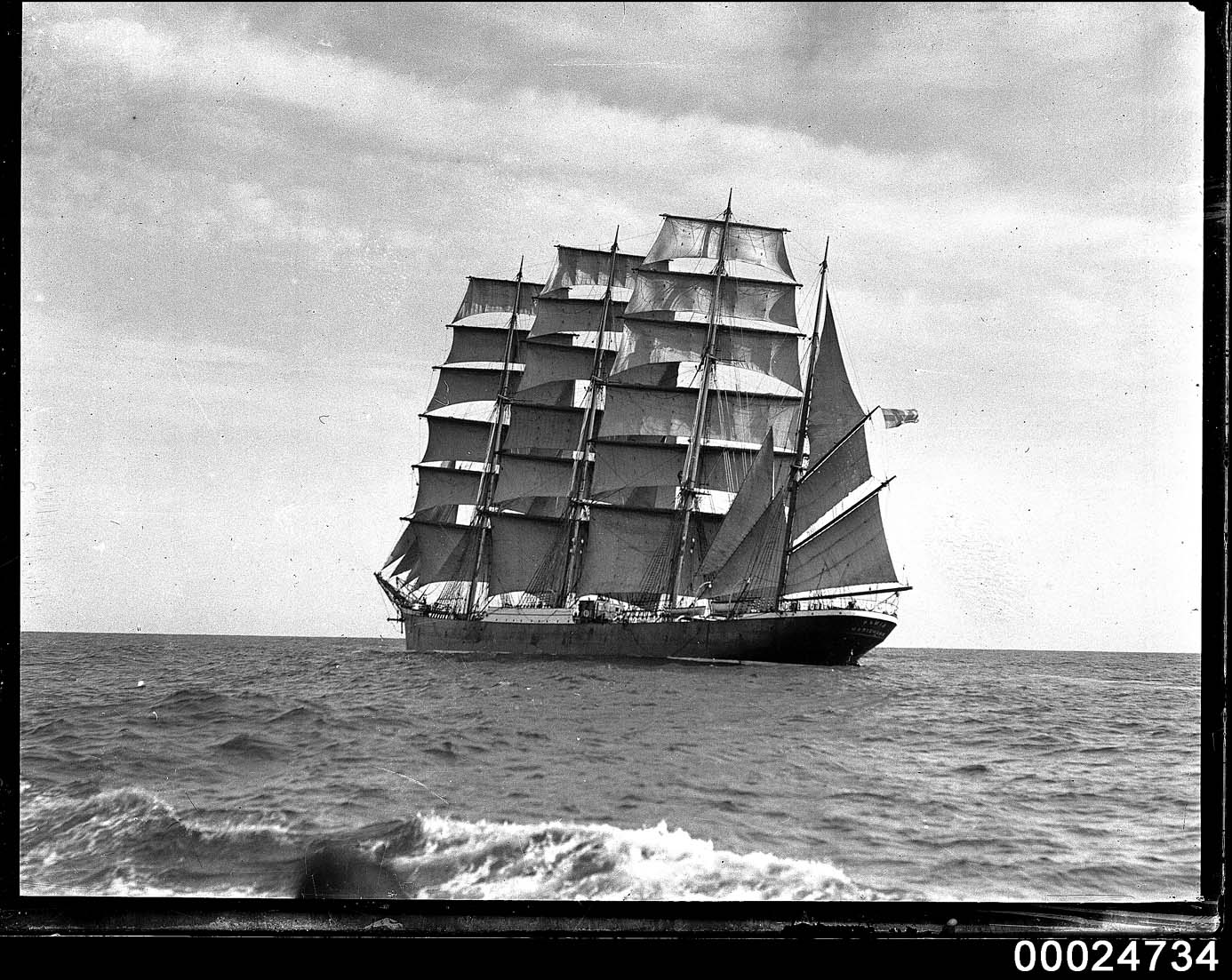
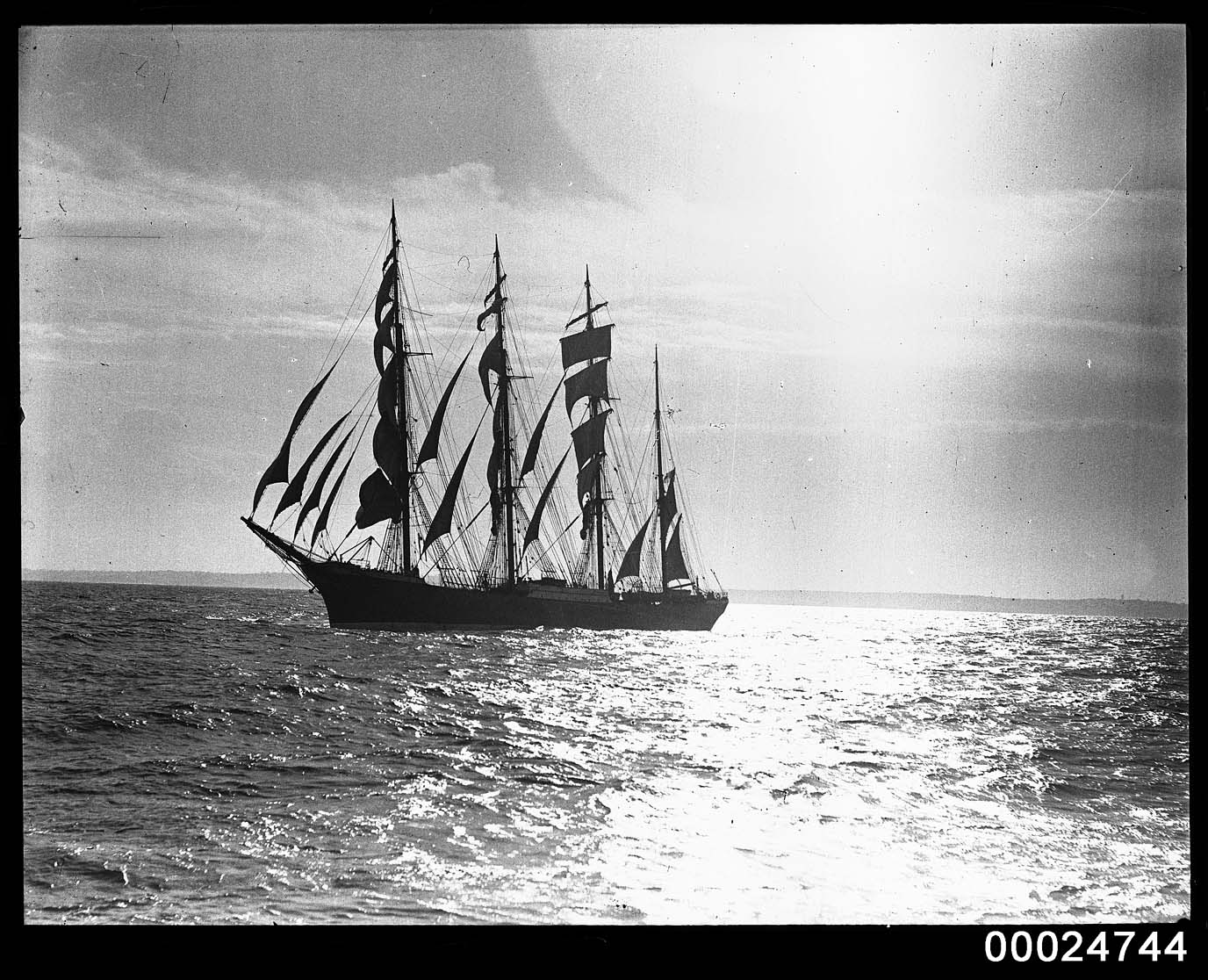
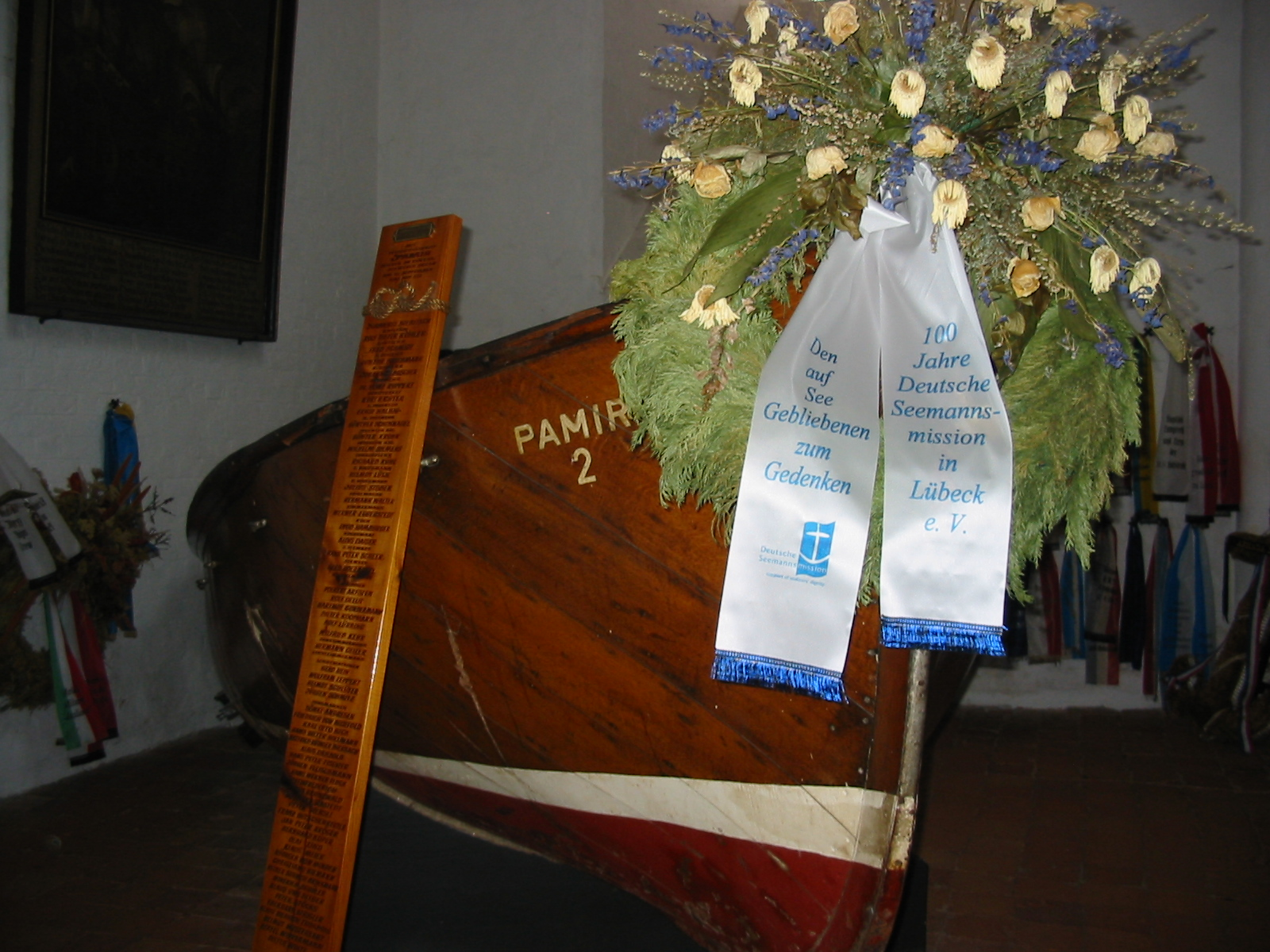
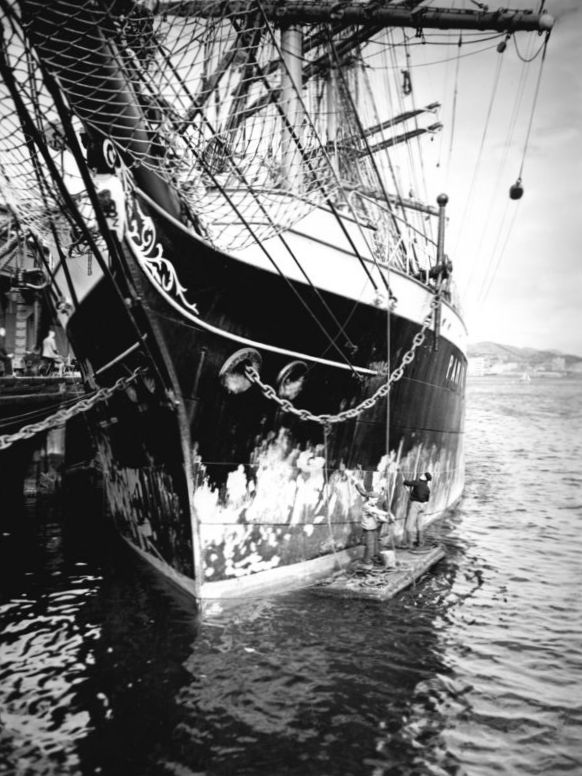
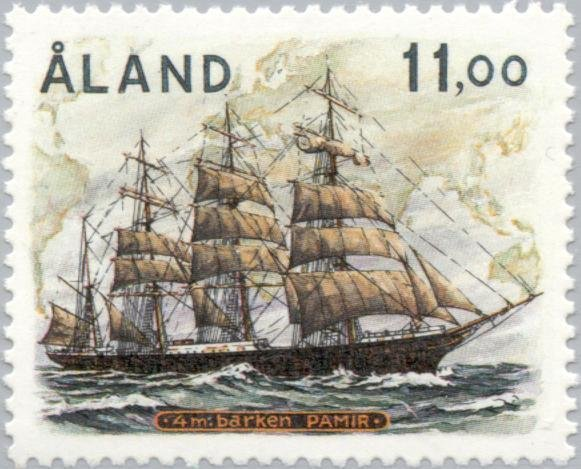